# Spodiopogon tainanensis
Spodiopogon tainanensis är en gräsart som beskrevs av Bunzo Hayata. Spodiopogon tainanensis ingår i släktet Spodiopogon och familjen gräs. Inga underarter finns listade i Catalogue of Life.